# Holzvergaserkessel

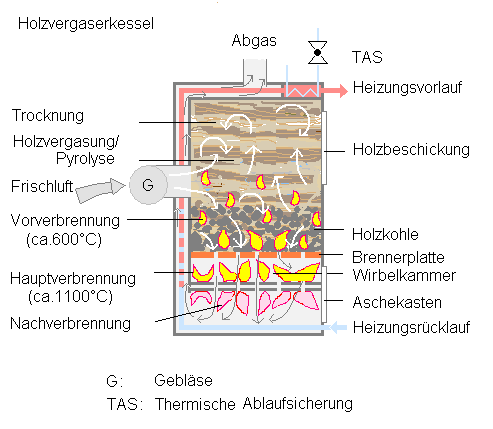
Prinzip des Holzvergaserkessels (Druckgebläse)

Der Holzvergaserkessel ist ein Heizkessel und eine Variante des Stückholzkessels.
In Holzvergaserkesseln findet der Prozess der Holzvergasung räumlich getrennt von der Holzgasverbrennung statt, was eine separate und bessere Steuerung ermöglicht. Im Vergleich zu anderen Festbrennstoffkesseln werden sehr niedrige Schadstoffemissionen und ein sehr hoher Wirkungsgrad erreicht.
Nach dem Prinzip des autothermen Festbettvergasers arbeiten ebenfalls Kohlevergaserkessel und Vergaserkessel, die verschiedene Brennstoffe verwenden können (zum Beispiel Scheitholz, Holzbriketts und Braunkohlenbriketts).
Auf diese Weise erzeugtes Holzgas wurde auch (vor allem wegen Treibstoffmangels im Zweiten Weltkrieg) zum Antrieb von Kraftfahrzeugen mit Holzgasgenerator genutzt, die Vergaserkessel waren dazu auf PKWs und LKWs installiert.
Als Besonderheit brennt beim Holzvergaserkessel das Brenngut nach unten hin ab und die heißen Verbrennungsabgase sammeln sich im unteren Bereich des Ofens. Ein Ofen dieser Bauart wird Sturzbrandofen genannt. 

## Technik
Das Holz wird dem Verbrennungsraum chargenweise zugeführt und durch die im Betrieb entstehende Verbrennungswärme unter kontrollierter Luftzufuhr kontinuierlich vergast. Das dabei entstandene Holzgas wird sofort verbrannt. Die Verbrennungsgase erwärmen die Wasserrohre und damit das Wasser, das durch Heizkörper gepumpt oder als Warmwasser verbraucht wird.
Der Holzvergaserkessel ist durch eine Brennerplatte aus feuerfester Keramik in eine Oberkammer und eine Unterkammer geteilt. Die Brennerplatte besitzt viele kleine Bohrungen. In der Oberkammer liegen das Holz, die Holzkohle und die Asche übereinander auf der Brennerplatte. Die Oberkammer ist, abgesehen von der Einfüllöffnung, die während des Betriebs nur kurzzeitig geöffnet werden darf, nach oben dicht. Wenn der Kessel angefeuert wird, verdampfen durch die Wärme des brennenden Holzes alle flüchtigen Holzbestandteile entsprechend ihrer Verdampfungspunkte (beispielsweise Terpene), was als Holzvergasung bezeichnet wird. Dabei verdampft auch das in dem Holz enthaltene (nicht chemisch gebundene) Wasser. Dem Holz wird also die Holzfeuchte entzogen. Je nachdem wie Holzgas definiert wird, werden ihm der Wasserdampf und der inerte Luftstickstoff zugezählt oder nicht.
Die leicht zündbaren Holzgase, die aufgrund des statischen Auftriebs zuerst aufsteigen, verbrennen in der Oberkammer. Deren Verbrennungsgase gelangen gemeinsam mit schwerer zündbaren Holzgasen durch die in der Oberkammer liegende glühende Holzkohle und Asche und durch die Bohrungen der Brennerplatte in die Unterkammer. Der Zug durch die Verbrennungszone führt einerseits wegen Restsauerstoffs zur Erhitzung der dort glühenden Stoffe und andrerseits zur turbulenten Vermischung des durchgesaugten Brenngases gleichzeitig mit Zündung und Verbrennung aller noch brennbaren Gasbestandteile.
Damit werden die schwerer zündbaren Holzgase sowie im Verbrennungsgas enthaltenes Kohlenstoffmonoxid und Gase, die ansonsten bei 'oberem Abbrand' unverbrannt und ungenutzt in den Kamin oder die Umwelt gelangt wären, bei Temperaturen um 1100 °C gut verbrannt. Die Abgase strömen von der Unterkammer in den oben liegenden Abgasanschluss. Durch diese Verbrennungstechnik wird der Gehalt an Kohlenstoffmonoxid und unverbrannten Stoffe im Abgas wesentlich reduziert. Unverbrannte Stoffe würden ansonsten an mitgerissenen (oder rekombinierten) Aschestäuben kondensieren und adsorbiert werden und den Staubgehalt an Masse erhöhen.
Nur bei speziellen Naturzugholzvergasern kann der gegebene Zug des Kamins (Kamineffekt) ausreichen, um die heißen Verbrennungsgase entgegen dem natürlichen Auftrieb in die Unterkammer (und schließlich weiter zum Abgasanschluss) zu befördern.
In der Regel bedarf es hierzu eines (meist elektrisch angetriebenen) Gebläses. Je nach Bauart befindet sich ein hitzefester Saugzugventilator im Abgasstrom oder ein Druckgebläse in der Frischluftzufuhr.
Ohne Gebläse würden sich die heißen Abgase in der oberen Brennkammer stauen und der Ofen ließe sich nicht anfeuern. Im Betrieb würde der Kamineffekt von Menge und Gasdurchlässigkeit der Brennraumfüllung beeinflusst und der Luftdurchsatz wäre damit schwer zu regeln.
Wie bei jedem Ofen zur Holzverbrennung teilt sich die Zufuhr der Verbrennungsluft in Primär- und Sekundärluft. Die Primärluft wird der Oberkammer zugeführt, mit ihr wird die Vergasung und damit die Kesselleistung gesteuert. Die Sekundärluft wird dem Holzgas in der Unterkammer zu dessen vollständiger Verbrennung zugeführt. Die Regelung der Primär- und Sekundärluftzufuhr erfolgt getrennt.
Die Luftmengen werden je nach Hersteller und Bauart manuell eingestellt oder elektronisch geregelt. Bei Kesseln mit elektronischer Regelung werden entweder nur der Saugzugventilator bzw. das Druckgebläse drehzahlgeregelt oder zusätzlich auch die Menge der Sekundärluft geregelt, wobei der Restsauerstoffgehalt der Abgase permanent mit einer Lambdasonde gemessen werden muss.
Wie alle Holzheizkessel benötigt auch ein zur Wassererwärmung dienender Holzvergaserkessel eine Rücklaufanhebung zur Vermeidung der Bildung aggressiver Kondensate und Teerablagerungen bei Rücklauftemperaturen unter 55 °C; es sind aber bereits korrosionsfestere Brennwertkessel für Stückholz auf dem Markt, die die Abgase tiefer abkühlen können. Wie alle Feststoffbrennkessel ist ein Holzvergaserkessel zudem mit einer thermischen Ablaufsicherung zu versehen.
Bauarten:
- Handbeschickte Heizkessel für feste Brennstoffe
- raumluftabhängige handbeschickte Heizkessel für feste Brennstoffe ohne motorische Antriebe
- raumluftabhängige handbeschickte Heizkessel für feste Brennstoffe mit motorischem Antrieb
- raumluftabhängige automatisch beschickte Heizkessel für feste Brennstoffe mit motorischen Antrieben

## Typprüfung
In Deutschland dürfen Holzvergaserkessel, die ab dem 22. März 2010 errichtet wurden, nur betrieben werden, wenn dies durch Typprüfung des Herstellers nach §4 BImSchV belegt werden kann. Die heiztechnische Typprüfung wird bei einem unabhängigen Prüfinstitut im Auftrag des Herstellers durchgeführt. Der Prüfgegenstand ist die DIN 303-5. Durch die Konformitätserklärung des Herstellers nach ISO/IEC 17050-1 wird die Erfüllung der Norm öffentlich bestätigt.
Der Bericht über die Typprüfung (heiztechnische Prüfung) muss unter anderem das Folgende enthalten:
- die Brennstoffanalyse
- der gesamte zugeführte Brennstoff über die     Prüfdauer in Kilogramm
- der zugeführte Brennstoff in Kilogramm pro Stunde
- die Prüfdauer
- der Wasserkreislauf
- die Wassertemperatur bei Kesseleintritt
- die Wassertemperatur bei Kesselaustritt
- die sich ergebende Temperaturdifferenz
- die gemessenen Kohlenmonoxidemissionen mit dem entsprechenden Sauerstoffgehalt
- Kesselwirkungsgrad
- die gemessenen Staubemissionen mit dem entsprechenden Sauerstoffgehalt [mg/m³]
- die Brennstoffwärmeleistung [kW]
- die nutzbar gemachte Wärmeleistung des Kessels
- bei automatisch beschickten Anlagen eine detaillierte Anlagenbeschreibung
- bei handbeschickten Anlagen eine detaillierte Anlagenbeschreibung (Verbrennungsluftgebläse, Feuerungsregelung, Lambdasonde bzw. Temperaturfühler hinter der Verbrennungskammer)

Die konstruktiven Anforderungen müssen in der Anlagenbeschreibung des Prüfberichtes aufgeführt sein.
Bei einer handbeschickten Anlage (Holzvergaserkessel) muss eine zweifelsfreie, konkrete Stellungnahme des prüfenden Institutes vorliegen, aus der hervorgeht, in welcher Weise die geprüfte Anlage auch für eine Verfeuerung von Kohle, Koks etc. geeignet ist bzw. ob ausschließlich Scheitholz verfeuert werden kann.
Anhand dieses Prüfberichtes müssen die Vorgaben der geltenden Richtlinien in Bezug auf die Kohlenmonoxidemissionen, die Staubemissionen, des Kesselwirkungsgrades und der konstruktiven Anforderungen nachgewiesen werden.

## Pufferspeicher
Holzkessel mit mehr als 4 kW Leistung bedürfen in Deutschland nach der Bundesimmissionsschutzverordnung (BImSchV) eines Puffers. Dadurch verringern sich die Emissionen, da es die Zwischenspeicherung der erzeugten Wärme erlaubt, den Kessel stets bei Nennlast, also im optimalen Betriebszustand, zu betreiben. Ebenfalls erhöht sich der Komfort, da der Kessel nicht ständig angefeuert bleiben muss, sondern nur bedarfsweise zum Aufheizen des Pufferspeichers in Betrieb genommen wird. Die Puffergröße nach BImSchV sowie nach den Förderrichtlinien der BAFA muss mindestens 55 l je kW Kesselleistung und 12 Liter je Liter Füllschachtvolumen betragen. Vorzugsweise sollte sie oberhalb 75 l je kW Kesselleistung und 17–20 Liter Puffer je Liter Füllschachtvolumen liegen. Auch die Kesselleistung sollte nicht zu klein gewählt werden, um vernünftige Pufferaufheizzeiten zu erreichen und im Hochwinter ausreichend Heizleistung zu erzeugen, während zugleich Puffer aufgeheizt wird. Als Richtwert sollte auf die Leistung eines Öl-/Gaskessels nach herkömmlicher Berechnungsart 50 % aufgeschlagen werden.
Dieser Richtwert gilt nur für handbeschickte Holzvergaserkessel.

## Förderungen
Deutschland: Das Bundesamt für Wirtschaft und Ausfuhrkontrolle (BAFA) gibt für den Einbau von bestimmten Scheitholzvergaserkesseln und anderen Biomassebrennern Zuschüsse. Daneben sind über die Kreditanstalt für Wiederaufbau (KfW) an entsprechende Bedingungen geknüpfte zinsgünstige Kredite erhältlich. Auch Länder und Kommunen bieten gelegentlich einschlägige Fördermittel an.

## Kostenvergleich
Nach einer Studie der Österreichischen Gesellschaft für Umwelt und Technik aus dem Jahr 2011, die Kapitalkosten und laufende Kosten von Heizungsanlagen unter verschiedenen Heizwärmeverbräuchen und Energiepreisszenarien vergleicht, „‚erweist‘ sich die Scheitholzheizung (inkl. Pufferspeicher etc.) in acht der neun betrachteten Szenarien als kostengünstigstes Heizsystem.“. Nur bei einem geringen Verbrauch von 20.000 kWh pro Jahr und einem gleichbleibend geringen Energiepreisniveau von 70 $/bbl wäre der Weiterbetrieb einer alten Ölheizung über einen Zeitraum von 20 Jahren günstiger.
Auch bei einem Vollkostenvergleich des Instituts für Wärme und Öltechnik aus dem Jahr 2022 schnitt bei einem Betrachtungszeitraum von 15 Jahren das Heizen mittels Brennholz am günstigsten ab.

## Kritik
Die Europäische Umweltagentur warnt, dass vermehrte Verbrennung von Biomasse in privaten Heizanlagen die Luftqualität verschlechtern könnte, da Holzrauch Feinstaub und giftige Stoffe wie etwa Dioxine enthalten kann. Die Feinstaubemissionen durch Holzheizungen in Deutschland sind gemäß Umweltbundesamt seit Beginn der Aufzeichnungen 1997 bis 2013 um 30 % auf 27.060 Tonnen stetig gestiegen, danach gefallen und seit 2021 wieder auf dem Niveau von 1997 bei 19.380 Tonnen.
Holzvergaserkessel, Pelletheizungen und Hackschnitzelheizungen weisen im Vergleich zu mit Scheitholz betriebenen Einzelraumöfen relativ niedrige Emissionen auf.